# Ophioglossum obovatum
Ophioglossum obovatum là một loài dương xỉ trong họ Ophioglossaceae. Loài này được Miq. mô tả khoa học đầu tiên năm 1868.
Danh pháp khoa học của loài này chưa được làm sáng tỏ. 